# Castello Theodoli
Il castello Theodoli è un castello di Sambuci, in provincia di Roma.

## Storia
Il castello viene già menzionato in una lapide del 1052 sulla facciata della Chiesa di Santa Scolastica, come proprietà dell'Abbazia.
Nel XII secolo il feudo passò ai D'Antiochia che furono i primi a gettare le basi dell'attuale fortezza, ma nel 1541 il feudo venne ceduto ai Mareri per essere acquistato dieci anni dopo dal vescovo di Sulmona Pompeo Zambeccari.
Nel XVI secolo il feudo diviene proprietà degli Astalli e nel 1654 il cardinale Camillo Astalli, segretario di Papa Innocenzo X, lo scelse come propria dimora. Il castello subì varie ristrutturazioni per assumere l'aspetto di una villa signorile, infatti fu allestito un giardino all'italiana e un'elegante loggia in stile barocco. Durante la ristrutturazione furono inoltre allestite:
- la Sala Gerusalemme Liberata, con un affresco sulla volta ispirato all'opera di Torquato Tasso;
- il Salone delle Prospettive, con paesaggi prospettici e un colonnato ornato da alcune figure mitologiche;
- la Sala dei Ciclopi, con figure (che rappresentano ciclopi) che sorreggono dei medaglioni raffiguranti Apollo, Marte ed Ercole;
- il Salone del Carro del Sole, ornato da un soffitto in legno decorato da un dipinto raffigurante il carro del Sole affiancato da alcune allegorie sul giorno e sulla notte;
- una sala da bagno con il soffitto ornato dalla scena del Miracolo del Mar Rosso;

tutte opera di Giovanni Angelo Canini, apprendista del Domenichino, ad eccezione del Salone del Carro del Sole, che è opera invece di Mario de' Fiori e fu portato lì nel 1883, dopo la distruzione del Palazzo Theodoli di Roma tra il 1881 e il 1882
Nel XVIII secolo il castello passò ai Piccolomini e infine nel 1878 i proprietari divennero i Theodoli. Girolamo Theodoli ornò ulteriormente il giardino aggiungendo 4 statue raffiguranti le stagioni ed un boschetto.
Durante la Seconda Guerra Mondiale il castello subisce gravi danni poiché era stato usato dai tedeschi per nascondere i carri armati provenienti da Montecassino.
Il parco del castello, noto come "La Villa", diviene parco comunale nel 1991, misura 54 650 m2 ed è ancora ornato da due siepi raffiguranti le ruote dello stemma dei Theodoli e i tre cerchi dello stemma degli Astalli.

## Aspetto
Il castello è a pianta rettangolare con torri di avvistamento ai 4 angoli.
È suddiviso su 3 piani:
- 1º piano: sale di rappresentanza e sale private;
- 2º piano: sale degli ospiti;
- 3º piano: sale della servitù.